# 諏訪部貴大
諏訪部 貴大（すわべ たかお、1988年7月31日 - ）は、新潟県出身の元アマチュア野球選手（投手）。

## 経歴
小学3年から相撲を始め、4年時には全国大会に出場した。中学では冬の間スキー部でクロスカントリーに取り組んで中3冬の中越大会ではクラシカル、フリー、リレーで三冠を達成している。陸上部の練習にも参加し、地肩の強さを見込まれて出場した県大会では砲丸投げで6位入賞。夏は野球部で投手を務め、3年時の野球大会での投球に注目した中越高校野球部監督の本田仁哉から勧誘される。クロスカントリー選手として勧誘する高校があり諏訪部もオリンピック出場を夢見ていたが、唯一特待生での入学を提示した中越高に進学し、野球部に入る。
2年夏の新潟県大会では1学年上の今井啓介に次ぐ投手としてベンチ入りした。延長14回の末に6-7で惜敗した新潟明訓との決勝戦では先発を任されたものの四球やエラーで失点し、打者4人で今井に交代している。大会後、部員への暴力により監督が謹慎処分となったことでチームが崩壊。140km/h近い速球で注目されていた3年夏は県大会初戦で敗退した。
実績を残せなかったため野球を辞めることも考えていたが、髙山健一の紹介でHonda野球部の練習に参加し卒業後入社。シーズンオフとなる12月から2月は社員として組み立て作業等に従事した。3年目の2009年から先発に定着し、3月のJABA東京スポニチ大会では1回戦の先発を任され6回無失点。準優勝した4月のJABA静岡大会で最優秀新人賞を受賞。5月のJABA九州大会では決勝のトヨタ自動車戦で1失点完投するなど2勝をあげ、MVPに選ばれた。8月の第80回都市対抗野球大会では準々決勝の対東芝戦で勝利投手となる。
同年のドラフト会議では複数の球団から注目され、諏訪部も3位以内ならプロ入りする意思があった。中日ドラゴンズは8月からリストアップしていると報じられていたが、6位指名という低い順位だった。諏訪部はそのことに不満を感じ、指名直後にHonda残留を示唆する。11月の第36回社会人野球日本選手権大会では筑川利希也に代わり先発・中継ぎとして連投し、準決勝の三菱重工横浜戦では完封し、敢闘賞を受賞。中日側はスカウト部長の中田宗男が訪問するなどして説得するが、12月3日の交渉でも順位への不満が強く、翌4日に中日が獲得断念を発表してHondaへの残留が決まった。諏訪部は「来年はワンランク上の評価をもらえるよう頑張る」「結果を残して来年、同級生と勝負したい気持ちはある」とのコメントを出した。『中日スポーツ』によると、諏訪部指名は中日スカウトの意志ではなく、当時監督の落合博満の意向で、ドラフト会議前日に急遽指名することになったという。諏訪部は入団拒否を貫いた理由として、社会人野球のレベルは大学野球より断然高いという自信があり、ドラフトでその大学選手より低く評価されたことに納得できなかったことや、翌年のドラフトで上位指名を得られる自信があったこと、また同年3月頃から右肘に不安を持っており、入団しても下位指名では完治するまで待ってもらえないことを挙げている。
2010年は右肘靭帯を痛めてほとんど登板機会がなかったが、社会人野球では回復を待っている余裕がないと判断して手術を回避。同年のドラフト会議では指名が無かったが、万一指名されても万全の状態ではないため拒否する意向を示していた。中日ドラゴンズのドラフト指名を拒否して以降の3年間、結局どの球団からも再指名されることなく、2012年11月30日、Hondaから勇退が発表された。その後は同社で社業に就いている。

## プレイスタイル
最速148km/hの速球と、大きく曲がるスライダー、カーブを持つ。